# Estadio Jassim bin Hamad
El Estadio Jassim bin Hamad (en árabe: ملعب جاسم بن حمد‎) es un estadio multiusos ubicado en la ciudad de Rayán, Catar (dentro del área metropolitana de Doha). Fue inaugurado en 1974 y reconstruido en 2004, posee actualmente una capacidad para 15 000 personas.
El escenario deportivo fue sede de la final del torneo de fútbol de los Juegos Asiáticos de 2006, y en 2011 una de las sedes de la Copa Asiática de fútbol. Es el estadio oficial de la selección de fútbol de Catar y del club Al-Sadd de la liga catarí.
El 22 de diciembre de 2014 albergó el partido válido por la Supercopa de Italia entre el campeón de la Serie A la Juventus de Turín y el Napoli vencedor de la Copa de Italia. Donde el Napoli se coronó campeón con una victoria en penales luego de empatar 2-2.
El 23 de diciembre de 2016 albergó el partido válido por la Supercopa de Italia entre el campeón de la Serie A y la Copa de Italia el Juventus de Turín y el AC Milan, donde el Milan se coronó campeón con una victoria en penales luego de empatar 1-1.
El estadio acogió tres partidos durante la Copa Mundial de Clubes de la FIFA 2019.
El 5 de abril de 2023, el estadio Jassim bin Hamad fue elegido una de las nueve sedes de la Copa Asiática de la AFC 2023.

## Instalaciones
Además del campo principal, el área del estadio también alberga una oficina de administración, una cafetería, una mezquita, viviendas de trabajadores, una pista de atletismo, campos de entrenamiento, una piscina y un pabellón polideportivo. El pabellón polideportivo tiene capacidad para 1000 personas y se utiliza para los torneos locales de baloncesto, voleibol, balonmano y otros deportes y eventos.

## Eventos

### Copa Mundial de Clubes de la FIFA 2019
El estadio acogió tres partidos de la Copa Mundial de Clubes de la FIFA 2019.
| Fecha                   | Equipo 1  | Resultado | Equipo 2        | Ronda         | Asistencia |
| ----------------------- | --------- | --------- | --------------- | ------------- | ---------- |
| 11 de diciembre de 2019 | Al-Sadd   | 3–1       | Hienghène Sport | Primera ronda | 7,047      |
| 14 de diciembre de 2019 | Al Hilal  | 1–0       | ES Tunis        | Segunda ronda | 7,726      |
| 14 de diciembre de 2019 | Monterrey | 3–2       | Al-Sadd         | Segunda ronda | 4,878      |

### Copa Asiática 2024
El estadio albergó siete partidos de la Copa Asiática 2024.
| Fecha               | Equipo 1      | Resultado | Equipo 2  | Ronda                 | Asistencia |
| ------------------- | ------------- | --------- | --------- | --------------------- | ---------- |
| 13 de enero de 2024 | Uzbekistán    | 0–0       | Siria     | Primera fase, Grupo B | 10,198     |
| 15 de enero de 2024 | Corea del Sur | 3–1       | Baréin    | Primera fase, Grupo E | 8,388      |
| 18 de enero de 2024 | Siria         | 0–1       | Australia | Primera fase, Grupo B | 10,097     |
| 20 de enero de 2024 | Baréin        | 1–0       | Malasia   | Primera fase, Grupo E | 10,386     |
| 22 de enero de 2024 | Tayikistán    | 2–1       | Líbano    | Primera fase, Grupo A | 11,843     |
| 24 de enero de 2024 | Irak          | 3–2       | Vietnam   | Primera fase, Grupo D | 8,932      |
| 28 de enero de 2024 | Australia     | 4–0       | Indonesia | Octavos de final      | 7,863      |